# A galamb papné
A galamb papné 2013-ban bemutatott magyar tévéfilm, amit Vitézy László rendezett Móricz Zsigmond azonos című, 1910-ben megjelent regénye alapján.

## Rövid történet
A gáti református pap, Pap Énók házasodásra adja fejét. A húsvéti "papnéválasztó bálon" harmincöt helybéli lány közül választhatna, az ő választása mégis egy harminchatodikra esik: az egykor méltóságos családból származó, de immár pesti kisasszonyt, malomszegi és zádori Zádor Icát kéri meg. A kettejük közti társadalmi különbségek igen hamar kiviláglanak: Énók paraszti sorból, sok tanulással küzdötte fel magát a vidéki értelmiségi középosztályba, Ica viszont régi nemesi família sarja, amely család ugyan korábban kissé lecsúszott, de neki magának gyerekként még megadatott a magasabb körökhöz tartozás élménye, és azt reméli, hogy férje hivatali emelkedése visszajuttathatja őt arra a társadalmi szintre.
Az eredendően szerelemből született, de már akkor is érdekektől vezérelt párválasztás után hamar megtalálják a házasfeleket a konfliktusok: Ica igazi nagyvilági nőként unatkozik falun és visszavágyik a pesti társaságokba, miután pedig visszajutni nem bír, abban találja szórakozását, hogy hol öleli, hol gyötri a fülig szerelmes, bármit eltűrő férjét. Kettejük cívódása sokáig még tét nélkül folyik, ám egy nap visszatér tér a faluba a fiatal, szoknyavadász földbirtokos, Thorsa Ábris.

## Közreműködők

### Szereplők
- Bánovits Vivianne – Zádor Ica
- Pindroch Csaba – Pap Énók
- Adorjáni Bálint – Thorsa Ábris
- Székely B. Miklós – Mesélő
- Szirtes Ági – Zsuzsi
- Nemes Wanda – új Zsuzsi
- Szarvas József
- Borovics Tamás
- Tamási Zoltán
- Tóth Ildikó
- Oszter Sándor

### Alkotók
- Rendező: Vitézy László
- Segédrendező: Piti Attila
- Zeneszerző: Ökrös Csaba
- Operatőr: Pap Ferenc, Markert Károly
- Díszlettervező: Szabady Piroska
- Producer: Kálomista Gábor